# Maytenus suboppositifolia
Maytenus suboppositifolia är en benvedsväxtart som beskrevs av José Cuatrecasas. Maytenus suboppositifolia ingår i släktet Maytenus och familjen Celastraceae. Inga underarter finns listade.